# Ю Инна
Ю Инна́ (кор. 유인나, англ. Yoo In-na, род. 5 июня 1982 года, Соннам, Республика Корея) – южнокорейская актриса и радиоведущая, лауреат премии Baeksang Arts Awards и трёхкратный номинант на премию Korea Drama Awards.

## Биография
Ю Инна родилась 5 июня 1982 года в городе Соннам. В 1998 году присоединилась к развлекательному агентству в качестве трейни с намерением запустить собственную музыкальную карьеру. Вопреки ожиданиям, девушке не удалось дебютировать в качестве поп-исполнительницы: по словам самой Ю Инна, она испытывала трудности с запоминанием хореографических номеров. По собственному признанию, прежде чем расстаться с мыслью о продвижении в музыкальном шоу-бизнесе, она репетировала танцевальные движения восемь часов в день шесть дней в неделю в течение года.
Смирившись со сложившимся положением, Ю Инна решила попробовать свои силы в сфере кинематографа и в 2006 году присоединилась к YG Entertainment в качестве начинающей актрисы. Всего же за 11 лет (1998–2009) ей довелось сменить пять развлекательных агентств.
Ю Инна официально дебютировала как актриса во втором сезоне популярной ситуационной комедии «Неудержимый пинок».

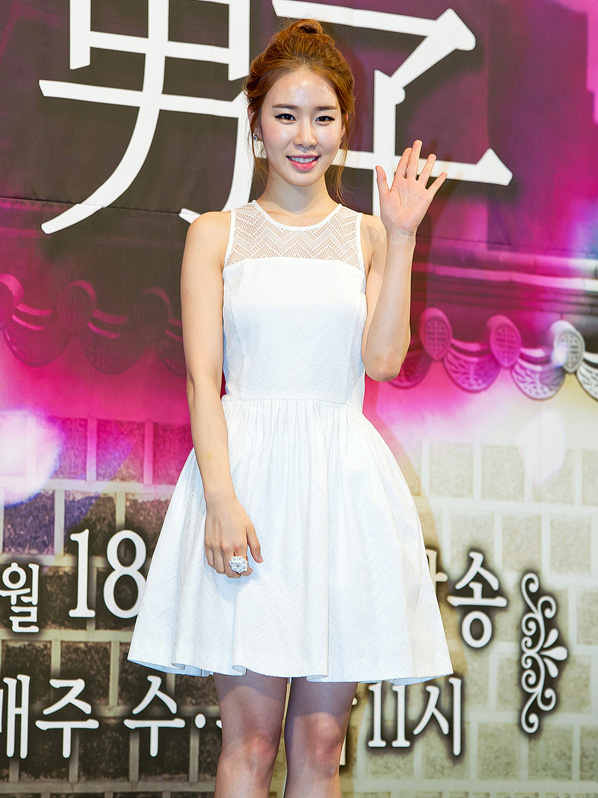
Ю Инна в апреле 2012 года

В 2010 году начинающая актриса присоединилась к актёрскому составу многосерийной романтической комедии «Таинственный сад». За роль в этом сериале Ю Инна была удостоена премии Baeksang Arts Awards в категории «Лучшая актриса-новичок (телевидение)».
В 2011 году Ю Инна, ранее исполнявшая роли второго плана, была зачислена в главный актёрский состав телесериала «Лучшая любовь». За роли в телесериалах «Таинственный сад» и «Лучшая любовь» актриса была номинирована на премию Korea Drama Awards в категории «Лучшая женская роль второго плана».
В 2016 году Ю Инна снялась в многосерийной романтической комедии «Ещё один счастливый конец», участие в съёмках которой стало своеобразным творческим вызовом для актрисы: прежде ей доводилось играть персонажей, устроенных на престижных работах, здесь же артистке предстояло перевоплотиться в роль одинокой и визуально непривлекательной школьной учительницы.
В 2017 году Ю Инна была номинирована на премию Korea Drama Awards в категории «Женская роль» за создание драматического образа в сериале «Гоблин». В 2019 году актриса вновь была номинирована на награду Korea Drama Awards в аналогичной категории за роль в многосерийной романтической комедии «Коснуться твоего сердца».
В 2020–2021 годах на телеэкраны вышел драматический сериал «Подснежник», в котором Ю Инна исполнила роль высокопоставленного северокорейского агента, внедрённого в Южную Корею в качестве хирурга.

## Фильмография

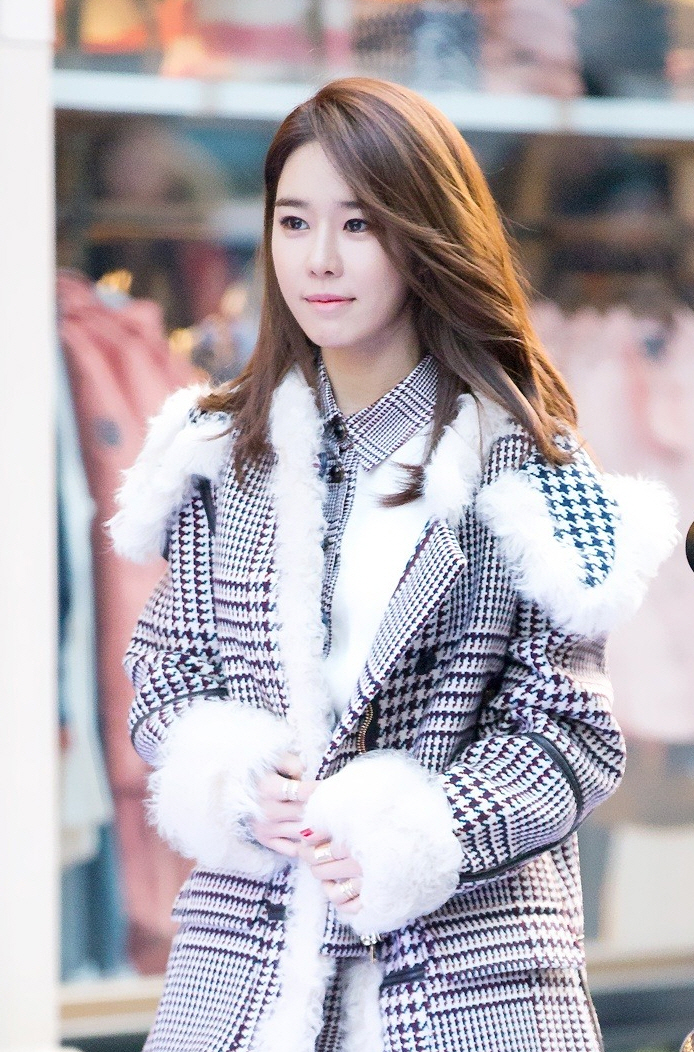
Ю Инна в июне 2014 года

| Год       |   | Русское название              | Оригинальное название                                           | Роль               |
| --------- | - | ----------------------------- | --------------------------------------------------------------- | ------------------ |
| 2009—2010 | с | Неудержимый пинок (2-й сезон) | 지붕 뚫고 하이킥 (High Kick Through the Roof)                   | Ю Инна             |
| 2009      | ф | Чистая любовь                 | 페어 러브 (The Fair Love)                                       | Джинхи             |
| 2010—2011 | с | Таинственный сад              | 시크릿 가든 (Secret Garden)                                     | Им А Ён            |
| 2011      | ф | Моё маленькое чёрное платье   | 마이 블랙 미니드레스 (Little Black Dress)                       | Минхи              |
| 2011      | с | Лучшая любовь                 | 최고의 사랑 (The Greatest Love)                                 | Кан Се Ри          |
| 2011      | с | Королева гольфа               | 버디버디 (Birdie Buddy)                                         | Ли Кон Сук         |
| 2012      | ф | Вымышленная любовь            | 러브픽션 (Love Fiction)                                         | Су Джон            |
| 2012      | с | Рыцарь королевы Ин Хён        | 인현왕후의 남자 (Queen and I)                                   | Чхве Хи Чин        |
| 2013      | с | Ты лучшая, Ли Сун Шин!        | 최고다 이순신 (You Are the Best!)                               | Ли Ю Шин           |
| 2013—2014 | с | Человек со звезды             | 별에서 온 그대 (My Love from the Star)                          | Ю Семи             |
| 2014      | с | Мой секретный отель           | 마이 시크릿 호텔 (My Secret Hotel)                              | Нам Сан Хё         |
| 2016      | с | Ещё один счастливый конец     | 한 번 더 해피엔딩 (One More Happy Ending)                       | Ко Донми           |
| 2016—2017 | с | Гоблин                        | 쓸쓸하고 찬란하神 – 도깨비 (Guardian: The Lonely and Great God) | Санни              |
| 2019      | с | Коснуться твоего сердца       | 진심이 닿다 (Touch Your Heart)                                  | О Юн Со            |
| 2020      | ф | Спасти панду                  | 미스터 주: 사라진 VIP (Mr. Zoo: The Missing VIP)                | Минмин             |
| 2020      | с | Шпионы, которые меня любили   | 나를 사랑한 스파이 (The Spies Who Loved Me)                     | Кан Арым           |
| 2021      | ф | Канун Нового года             | 새해전야 (New Year Blues)                                       | Хёён               |
| 2021—2022 | с | Подснежник                    | 설강화 (Snowdrop)                                               | Кан Чон Я/Ким Ынхе |
| 2023      | с | Бора! Дебора                  | 보라! 데보라 (Bo-ra! Deborah)                                   | Ён Бора/Дебора     |

## Награды и номинации
| Год  | Награда              | Фильм или сериал                    | Категория                                                                | Результат |
| ---- | -------------------- | ----------------------------------- | ------------------------------------------------------------------------ | --------- |
| 2011 | Baeksang Arts Awards | «Таинственный сад»                  | Лучшая актриса-новичок (телевидение)                                     | Победа    |
| 2011 | Korea Drama Awards   | «Таинственный сад», «Лучшая любовь» | Лучшая женская роль второго плана                                        | Номинация |
| 2011 | MBC Drama Awards     | «Лучшая любовь»                     | Лучшая новая актриса в мини-сериале                                      | Номинация |
| 2017 | Korea Drama Awards   | «Гоблин»                            | Женская роль                                                             | Номинация |
| 2018 | Annual Soompi Awards | «Гоблин»                            | Лучшая женская роль второго плана                                        | Победа    |
| 2019 | Korea Drama Awards   | «Коснуться твоего сердца»           | Лучшая актриса                                                           | Номинация |
| 2020 | MBC Drama Awards     | «Шпионы, которые меня любили»       | Награда за высшее мастерство, актриса в мини-сериале со среды по четверг | Номинация |
| 2020 | MBC Drama Awards     | «Шпионы, которые меня любили»       | Лучшая пара (Эрик Мун и Ю Инна)                                          | Номинация |